# Lizz Winstead
Lizz Winstead, née le 5 août 1961, est une humoriste, animatrice de télévision et de radio et blogueuse américaine. Elle est la cofondatrice, avec Madeleine Smithberg (en), de l'émission satirique The Daily Show diffusée sur Comedy Central depuis 1996, dont elle est rédactrice en chef.
Lizz Winstead a participé à de nombreuses émissions de télévision, tant sur les chaînes d'information en continu telles que MSNBC et CNN, qu'en tant que paneliste dans des talk-shows tels que Politically Incorrect, Tough Crowd with Colin Quinn (en) ou Mental Engineering (en). Elle a coanimé, avec Rachel Maddow et Chuck D, l'émission Unfiltered sur Air America Radio.
Depuis avril 2009, elle participe chaque vendredi à l'émission politique d'Ed Schultz, The Ed Show (en), sur MSNBC.